# Сент-Меріс-Пойнт (Міннесота)
Сент-Меріс-Пойнт (англ. St. Marys Point) — місто (англ. city) в США, в окрузі Вашингтон штату Міннесота. Населення — 353 особи (2020).

## Географія
Сент-Меріс-Пойнт розташований за координатами 44°54′39″ пн. ш. 92°46′7″ зх. д. / 44.91083° пн. ш. 92.76861° зх. д. (44.910766, -92.768746).  За даними Бюро перепису населення США в 2010 році місто мало площу 1,01 км², з яких 1,01 км² — суходіл та 0,00 км² — водойми.

## Демографія
Згідно з переписом 2010 року, у місті мешкало 368 осіб у 149 домогосподарствах у складі 104 родин. Густота населення становила 365 осіб/км².  Було 164 помешкання (162/км²).
Расовий склад населення:
| - 98,6 % — білих - 0,5 % — азіатів - 0,3 % — корінних американців |

До двох чи більше рас належало 0,5 %. Частка іспаномовних становила 0,3 % від усіх жителів.
За віковим діапазоном населення розподілялося таким чином: 23,1 % — особи молодші 18 років, 64,7 % — особи у віці 18—64 років, 12,2 % — особи у віці 65 років та старші. Медіана віку мешканця становила 46,1 року. На 100 осіб жіночої статі у місті припадало 103,3 чоловіків;  на 100 жінок у віці від 18 років та старших — 105,1 чоловіків також старших 18 років.
Середній дохід на одне домашнє господарство  становив 128 206 доларів США (медіана — 75 208), а середній дохід на одну сім'ю — 157 067 доларів (медіана — 88 750). Медіана доходів становила 58 333 долари для чоловіків та 45 000 доларів для жінок. За межею бідності перебувало 7,1 % осіб, у тому числі 9,6 % дітей у віці до 18 років та 6,8 % осіб у віці 65 років та старших.
Цивільне працевлаштоване населення становило 166 осіб. Основні галузі зайнятості: освіта, охорона здоров'я та соціальна допомога — 16,3 %, фінанси, страхування та нерухомість — 13,9 %, науковці, спеціалісти, менеджери — 12,0 %, роздрібна торгівля — 10,2 %.